# NGC 5669
NGC 5669 é uma galáxia espiral barrada (SBc) localizada na direcção da constelação de Boötes. Possui uma declinação de +09° 53' 32" e uma ascensão recta de 14 horas, 32 minutos e 44,0 segundos.
A galáxia NGC 5669 foi descoberta em 19 de Março de 1784 por William Herschel.